# Edwin Chadwick
Pour les articles homonymes, voir Chadwick.
Sir Edwin Chadwick (24 janvier 1800 - 6 juillet 1890) est un réformateur social anglais, connu pour son travail de réforme des Poor Laws et pour avoir amélioré les conditions sanitaires et de santé publique. C'est un hygiéniste important du XIXe siècle. Une des raisons pour lesquelles Chadwick croit en l'amélioration de la santé publique, c'est qu'il estime qu'elle représente une économie d'argent. 

## Biographie
Né en 1800 à Longsight, Manchester, Edwin Chadwick fait des études pour devenir avocat. Mais  dépourvu de moyens, il doit se livrer à des travaux littéraires. Il rédige des essais dans la Westminster Review sur les questions sociales qui l'intéressent (principalement sur des différentes méthodes d'application des connaissances scientifiques à la pratique du gouvernement). Jeremy Bentham l'embauche comme assistant et lui laisse un héritage important.
Il est l'un des fondateurs des annales d'hygiène publique en 1829 avec le médecin hygiéniste français Louis René Villermé.
En 1832, Chadwick est employé avec Nassau senior par la Commission royale d'enquête nommée pour évaluer le fonctionnement des Poor Laws, un système de sécurité sociale qui existe depuis 1601. 
En 1833 il devient membre titulaire du Poor Law Board. Chadwick et Nassau William Senior rédigent le fameux rapport de 1834 recommandant la réforme de l'ancienne Poor Law. La New Poor Law voit le jour en 1834. Dans le cadre de ce système, les individus sont encadrés dans les paroisses (Poor Law Unions).  Chaque Poor Law Union comporte une  workhouse (maison du travail ou hospice). Chadwick est favorable à un système d'administration plus centralisé que celui qui avait été adopté. Il est connu pour un rapport publié en 1842 (Report on the sanitary condition of the Labouring population of Great Britain ). 
En Grande-Bretagne, les efforts de Chadwick aboutissent en 1848 à la création du General Board of Health (1848). Il est anobli en 1889 et meurt l'année suivante à East Sheen, proche de Richmond, Surrey.

## Œuvres
- (en-US) « Poor Law Commissioners' Report of 1834 », sur Econlib (consulté le 3 octobre 2021)
- Edwin Chadwick, Nineteenth-century Social Reform, ed. David Gladstone, Routledge (1997)  (ISBN 0415168716)
- Edwin Chadwick, The Evils of Disunity in Central and Local Administration ... and the New Centralisation for the People, London, Longmans, Green and Co. (1885)